# زمین‌لرزه ۱۹۷۸ مکزیک
زمین‌لرزه مکزیک  در تاریخ ۲۹ نوامبر ۱۹۷۸ میلادی، برابر با ‎۸ آذر ۱۳۵۷، ساعت ۱۹:۵۲:۴۷ به زمان یوتی‌سی در مکزیک رخ داد. ژرفای این زلزله ۲۴٫۴ کیلومتر بود، و بزرگی آن ۷٫۸ در مقیاس Mw اعلام شده‌است. زمین‌لرزه به وقت محلی در روز چهارشنبه، ساعت ۱۳ روی داده و منطقه زمانی آن یوتی‌سی -۶ بوده‌است (با لحاظ تغییر ساعت تابستانی).
سازمان زمین‌شناسی آمریکا نیز رومرکز این زمین‌لرزه را در مختصات ۱۶°۰۰′۳۶″شمالی ۹۶°۳۵′۲۸″غربی / ۱۶٫۰۱°شمالی ۹۶٫۵۹۱°غربی و ژرفای آن را در ۱۸ کیلومتر گزارش کرده‌است. بزرگی برگزیدهٔ این سازمان از میان بزرگیهای محاسبه‌شدهٔ مختلف ۷٫۹ در مقیاس ریشتر بوده و از دید اثر، در میان چهار دسته‌بندی «نامحسوس»، «محسوس»، «زیان‌آور» یا «با تلفات»، زلزله را «با تلفات» اعلام کرده‌است.
پروژهٔ «تنسور گشتاور مرکزوار» زاویه‌های (راستا، شیب، ریک) گسل سازندهٔ زمین‌لرزه و صفحه عمود بر آن را (°۲۷۴، °۷، °۵۷) یا (°۱۲۷، °۸۴، °۹۴) و نوع گسل را «معکوس» فرارسانده‌است.
شمار کشتگان زلزله حدود ۹ نفر بوده‌است.تعداد زخمیان ۱۰۰ نفر برآورده شده‌است.